# 王舍人街道
王舍人街道，是中华人民共和国山東省济南市历城区下辖的一个街道办事处，2010年5月由原王舍人镇西部分拆而出。

## 地名由来
王舍人原为春秋时为鲍叔牙封邑。隋开皇十三年（593年），名为杂贷店。到唐贞观年间，有位王熙为中书舍人，他处事从善，为百姓所称赞。人们为纪念他，易名为王舍人店。金置王舍人店镇。后沿称王舍人庄。

## 行政区划
王舍人街道下辖以下地区：
王舍人村、苏家庄村、赵仙庄村、东周村、靳家村、郭家村、大辛村、张马屯村、陈家张马西村、陈家张马东村、宿家张马屯村、小张马村、冷水沟村、水坡村、杨家屯北村、杨家屯南村、李家村、沙河一村、沙河二村、沙河三村、沙河四村和沙河五村。